# Епархия Седльце

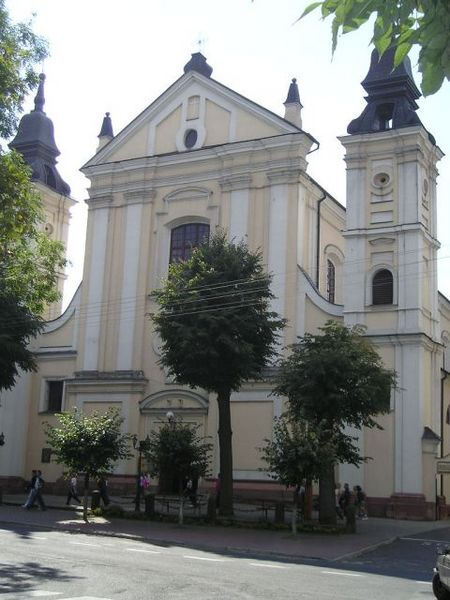
Собор Пресвятой Троицы, Янув-Подляски, Польша

 Епархия Седльце  (лат. Dioecesis Siedlecensis) — епархия Римско-Католической церкви с центром в городе Седльце, Польша. Епархия Седльце входит в митрополию Люблина. Кафедральным собором епархии Седльце является церковь Непорочного Зачатия Пресвятой Девы Марии. В населённом пункте Янув-Подляски находится сокафедральный собор Пресвятой Троицы.

## История
30 июня 1818 года Римский папа Пий VII издал буллу «Ex imposita nobis», которой учредил епархию Янува-Подляского, выделив её из епархии Бреста и Полесья.
22 мая 1867 года деятельность епархии Янува-Подляского была запрещена русским царём Александром II и её территория была присоединена к архиепархии Люблина. Канонически существование епархии Янова прекратилось 30 декабря 1889 года.
30 июня 1818 года епархия Янува-Подляского была восстановлена. В 1919 году была основана собственная епархиальная Высшая духовная семинария. 24 января 1924 года кафедра епископа была перенесена из Янува-Подляского в Седльце буллой «Pro recto et utili» Римского папы Пия XI.
28 октября 1925 года Пий XI издал буллу «Vixdum Poloniae unitas», которой упразднил епархию Янува-Подляского, преобразовав её в епархию Седльце.
В 20-е годы XX столетия епископ Хенрик Игнатий Пшезьдзецкий, использовав благоприятную политическую обстановку, предпринимал в своей епархии активные усилия по обращению православных украинцев в католицизм. При поддержке папского нунция Аброджио Дамиано Акилле Рати (будущий Римский папа Пий XI) и при участии иезуитов в 1927 году 14 православных приходов перешли в католицизм. Хенрик Пшезьдзецкий стал инициатором создания так называемой неоунистской Церкви византийско-славянского обряда. В 1931 году Святой Престол назначил епископа Николая Чарнецкого апостольским викарием для католиков восточного обряда на территории епархии Седльце. Во время II Мировой войны некоторые из этих приходов вернулись в православие. В 1947 году оставшиеся приходы прекратили своё существование из-за насильственного перемещения украинцев, проживавших в этой части Польши, в другие части страны.
25 марта 1992 года Римский папа Иоанн Павел II издал буллу Totus tuus Poloniae populus, которой присоединил епархию Седльце к митрополии Люблина.

## Ординарии епархии

### Епископы Янува-Подляского
- епископ Феликс Лукаш Левинский (30.03.1819 — 5.04.1825);
- епископ Ян Марцелий Гутковский (1.10.1826 — 19.05.1842);
- епископ Пётр Павел Шиманский (18.09.1856 — 1867);
  - Sede soppressa (1867—1918);
- епископ Хенрик Пшезьдзецкий (24.09.1918 — 28.10.1925);

### Епископы Седльце
- епископ Хенрик Пшезьдзецкий (28.10.1925 — 9.05.1939);
- епископ Игнацы Свирский (12.04.1946 — 25.03.1968);
- епископ Ян Мазур (24.10.1968 — 25.03.1996);
- епископ Ян Виктор Новак (25.03.1996 — 25.03.2002);
- епископ Збигнев Керниковский (28.03.2002 — 16.04.2014) — назначен епископом Легницы.
- епископ Казимеж Гурда (с 16.04.2014)

### Вспомогательные епископы
- Скоморуха, Вацлав (21.11.1962 — 1.02.1992).
- Оршулик, Алоизий (8.09.1989 — 25.03.1992).

## Источник
- Annuario Pontificio, Libreria Editrice Vaticana, Città del Vaticano, 2003, ISBN 88-209-7422-3
- Булла Ex imposita nobis, in Bullarii romani continuatio, Tomo XV, Romae 1853, стр. 61-68 (лат.)
- Булла Totus Tuus Poloniae populus, AAS 84 (1992), стр. 1099 (лат.)